# پاولا تومیتسووا
پاولا تومیتسووا (چکی: Pavla Tomicová؛ زادهٔ ۲۵ ژوئن ۱۹۶۲) بازیگر اهل جمهوری چک است.
از فیلم‌ها یا برنامه‌های تلویزیونی که وی در آن نقش داشته‌است، می‌توان به کسالت در برنو و خیابان اشاره کرد.